# زبان‌شناسی کمی
زبان‌شناسی کمّی یا زبان‌شناسی کمیت‌گرا یا آماری (به انگلیسی: quantitative linguistics یا statical l inguistics) شاخه‌ای از زبان‌شناسی نظری و زبان‌شناسی رایانشی است که با استفاده از روش‌های آماری، به مطالعهٔ بسامد و توزیع واحدهای زبانی می‌پردازد. این شاخه دارای دو جنبهٔ نظری و کاربردی است: به لحاظ نظری، اصولی کلی را فراهم می‌کند که با نظم‌های آماریِ حاکم بر واژگان، آواها و ساخت‌های دیگری که در زبان به کار می‌روند، در ارتباط است؛ به لحاظ کاربردی هم به دنبال روش‌های آماری است که بتوان به وسیلهٔ آن مشکلات زبانی را حل کرد (برای مثال، برای تعیین هویت مؤلف). زبان‌شناسی کمّی، کاربردی گسترده در پیکره‌های زبانی دارد. از کاربردهای دیگر آن می‌توان به تولید فرهنگ لغات بسامدی، تحلیل سبک متون و پردازش زبان طبیعی اشاره کرد. مطالعهٔ گونه‌های زبانی و نیز تولید دستورهای زبان برای اهداف مشخص از دیگر کاربردهای زبان‌شناسی کمّی است.
فرهنگ بسامدی فارسی (به انگلیسی: A Frequency Dictionary of Persian (Core Vocabulary for Learners)) تألیف کوری اندرو میلر (به انگلیسی: Corey Andrew Miller) (انتشارات راتلج)، فرهنگ بسامدی تألیف محمود بی‌جن‌خان (انتشارات دانشگاه تهران)، و فرهنگ واژه‌های پرکاربرد فارسی امروز (انتشارات کانون زبان ایران) تألیف حمید حسنی نمونه‌هایی از کاربرد این شاخه از زبان‌شناسی‌اند.